# Glai (Ort)
Glai ist ein osttimoresischer Ort im Suco Lissadila (Verwaltungsamt Loes, Gemeinde Liquiçá).
Das Dorf liegt im Südosten der Aldeia Glai, in einer Meereshöhe von 96 m. Östlich fließt der Kailook, der zum Flusssystem des Lóis gehört. Südwestlich liegt der Ort Siamodo. In Glai steht eine Kapelle.